# AISA I-115
Die AISA I-115 war ein zweisitziges Schulflugzeug des spanischen Herstellers Aeronáutica Industrial S.A. aus den 1950er-Jahren.

## Entwicklung
Die AISA I-115 war die militärische Variante des einmotorigen zivilen Schulflugzeuges I-11, welches mit nebeneinanderstehenden Sitzen im Jahr 1948 entworfen wurde. Die erste I-11 flog im Jahr 1951 und sollte die veralteten Trainer des Typs Bücker Jungmann ersetzen. Das Flugzeug wurde von Iberavia entworfen, gebaut wurde es von AISA. Später wurde Iberavia von AISA gekauft.
Die spanische Luftwaffe bevorzugte jedoch Tandem-Sitzplätze für seine Schulflugzeuge, so dass die I-11 zur I-115 weiterentwickelt wurde.
Die I-115 erbte das Spornrad-Fahrwerk der Serienversion der I-11, die als I-11B verkauft wurde, hatte aber einen längeren Rumpf. Außerdem hatte die Maschine eine etwas größere Spannweite und war wesentlich schwerer.
Diese Änderungen benötigten mehr Leistung, so dass in die I-115 ein 112 kW (150 PS) ENMA Tigre-Reihenmotor eingebaut wurde, dem einzigen in Spanien zu dieser Zeit verfügbaren Motor dieser Klasse.
Der erste Prototyp flog am 16. Juni 1952. Gebaut wurde das Flugzeug in Carabanchel, in der Nähe von Cuatro Vientos.

## Konstruktion
Die als freitragender Tiefdecker ausgelegte I-115 besaß einen Ganzschalenrumpf in Holzbauweise. Auch die einteilige Tragfläche mit zwei Holmen war vollständig aus Holz aufgebaut, wobei die Sperrholzbeplankung einen Teil der auftretenden Kräfte aufnehmen konnte. Lediglich Querruder und Klappen wurden mit Stoff bespannt. Die Tragfläche wies an der Wurzel eine Tiefe von 1,96 m auf, die sich zur Spitze auf 0,98 m verringerte. Die V-Stellung betrug 6°, der Einstellwinkel 3°. Die Querruder waren differentialbetrieben und senkten sich, wenn die geschlitzten Landeklappen gesenkt wurden. Das Seitenleitwerk war fast rechteckig. Die Höhenruder waren mehr verjüngt und mit Trimmklappen versehen. Die Tandem-Cockpits wurden mit einer langen verglasten Haube verschlossen, die voneinander unabhängige Abschnitte sowohl für Lehrer und Schüler hatte. Alle Anzeigen waren doppelt vorhanden und enthielten auch die Instrumente für Blindflugausbildung. Das feste Spornradfahrwerk war unverkleidet, das Spornrad war lenkbar.

## Einsatz
Über 200 I-115 wurden an die spanische Luftwaffe, 150 davon im Frühjahr 1956, ausgeliefert. Damals gab es einen Auftrag für weitere 150 Exemplare. Angeblich sollen bis zu 450 Stück produziert worden sein. Sie wurden zunächst als Typ EE-6 bekannt, EE heißt Escuela Elemental oder Grundausbildung, aber als die Kategorie umbenannt wurde, wurde die I-115 als E-9 bezeichnet (nach anderen Quellen als E.6, E steht für Entrenamiento oder Trainer). Die E-9 war im Dienst von 1956 bis 1976, konnte aber die erst 1988 endgültig ausgemusterte CASA 1.131 (in Lizenz gebaute Bücker Jungmann) nie ersetzen, sondern wurde parallel dazu betrieben.
Trotz der langen Nutzungszeit gab es regelmäßig Kritik an ihrem Flugverhalten und dem hohen Gewicht: Von den Soldaten wurden das Flugzeug „Garrapata“ (Zecke) genannt, weil sie die Tendenz hatte, sich beim Start nur sehr schwer vom Boden, seinem Wirt, zu lösen. Einige späte Modelle wurden deshalb mit dem de Havilland Gipsy Major Motor (145 PS) und andere mit dem Lycoming O-435-A (190 PS) ausgerüstet.
Viele I-115 wurden am Ende ihres Militärdienstes an Zivilisten verkauft, derzeit sind einige in Museen und historischen Fliegerklubs vorhanden und werden restauriert.

## Militärische Nutzer
- Spanien
  - Ejército del Aire

## Technische Daten
| Kenngröße             | Daten                                                     |
| --------------------- | --------------------------------------------------------- |
| Besatzung             | 2                                                         |
| Länge                 | 7,34 m                                                    |
| Spannweite            | 9,53 m                                                    |
| Höhe                  | 2,08 m                                                    |
| Flügelfläche          | 14,00 m²                                                  |
| Flügelstreckung       | 6,5                                                       |
| Leermasse             | 610 kg                                                    |
| max. Startmasse       | 990 kg                                                    |
| Reisegeschwindigkeit  | 204 km/h                                                  |
| Höchstgeschwindigkeit | 230 km/h                                                  |
| Dienstgipfelhöhe      | 4300 m                                                    |
| Reichweite            |                                                           |
| Triebwerke            | ein Kolbenmotor ENMA Tigre G-IV-B mit 150 PS (ca. 110 kW) |